# Westermannia cornucopia
Westermannia cornucopia är en fjärilsart som beskrevs av George Francis Hampson 1891. Westermannia cornucopia ingår i släktet Westermannia och familjen trågspinnare. Inga underarter finns listade i Catalogue of Life.